# اکسل ویکستروم
اکسل ویکستروم (انگلیسی: Axel Wikström; ۲۹ سپتامبر ۱۹۰۷ – ۱۶ ژوئن ۱۹۷۶) ورزشکار اسکی صحرانوردی اهل سوئد بود.
وی در مسابقات کشوری و بین‌المللی در مجموع برندهٔ ۲ مدال نقره شده‌است.